# Mértola
Mértola é uma vila raiana portuguesa sede do Município de Mértola do Distrito de Beja, inseridos na região do Alentejo (NUT II) e na sub-região do Baixo Alentejo (NUT III).  É o sexto município mais extenso de Portugal, com 1 292,87 km² de área, tendo 6205 habitantes (censo de 2021). O município é limitado a norte pelos municípios de Beja e de Serpa, a leste pela Espanha, a sul por Alcoutim e a oeste por Almodôvar e por Castro Verde.
A vila de Mértola, povoação com mais de 2 000 habitantes, encontra-se situada numa elevação na margem direita do rio Guadiana, imediatamente a montante da confluência da ribeira de Oeiras.

## Freguesias

Freguesias do município de Mértola.

O município de Mértola está dividido em 7 freguesias:
0
| Freguesia                                                             | Residentes (2011) | Residentes (2021) |
| --------------------------------------------------------------------- | ----------------- | ----------------- |
| Alcaria Ruiva                                                         | 849               | 633               |
| Corte do Pinto                                                        | 857               | 732               |
| Espírito Santo                                                        | 335               | 328               |
| Mértola                                                               | 2824              | 2503              |
| Santana de Cambas                                                     | 797               | 752               |
| São João dos Caldeireiros                                             | 567               | 442               |
| São Miguel do Pinheiro, São Pedro de Solis e São Sebastião dos Carros | 1045              | 815               |
| Total                                                                 | 7274              | 6305              |

## Caracterização

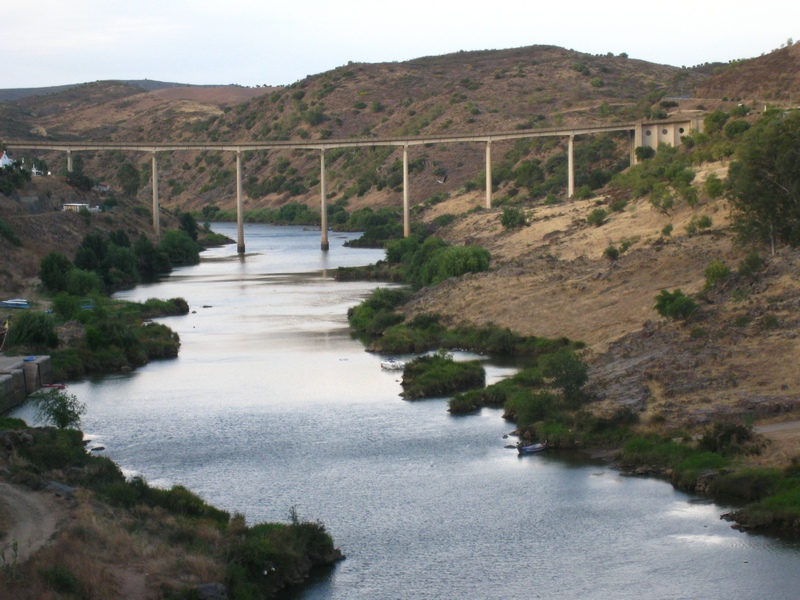
Rio Guadiana

### Geografia
A hidrologia do município de Mértola é marcada pelo rio Guadiana e seus afluentes (Oeiras, Chança e Vascão). Este atravessa o município numa extensão 35 km, fazendo a maré sentir-se até Mértola, cerca de 70 km desde a foz.
Em termos geológicos, o município de Mértola é caracterizado por duas zonas distintas: a peneplanície alentejana e o vale do Guadiana.

### Clima
Mértola apresenta um clima quente e temperado, predominantemente mediterrânico, com verões quentes e secos, consequência da interioridade. Os invernos são amenos e pouco chuvosos.
Segundo a classificação climática de Köppen-Geiger, a classificação do clima é Csa. A temperatura média anual é de 17.1 °C. Tem uma pluviosidade média anual de 505 mm. O mês mais seco é julho e tem uma média de 2 mm de precipitação. Com uma média de 76 mm, o mês de dezembro é o mês de maior precipitação.

## História

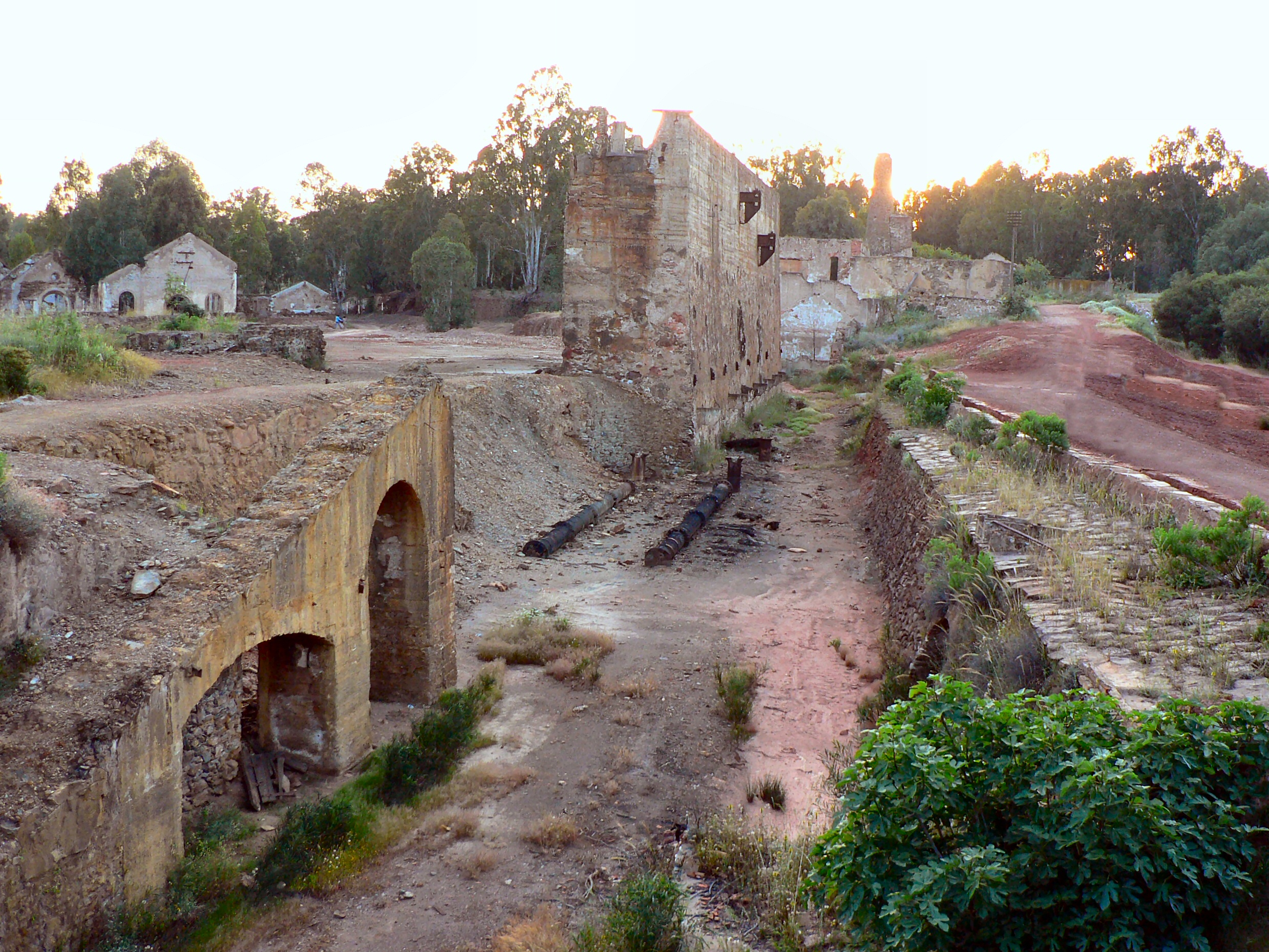
Mina de S. Domingos, na freguesia de Corte do Pinto

As escavações arqueológicas iniciadas em finais da década de 1970, das quais resultaram a descoberta de vestígios que remontam ao Neolítico, e as informações recolhidas no início do século pelo arqueólogo Estácio da Veiga, provam que a vila de Mértola é bem mais antiga do que as fontes escritas testemunhavam. Edifícios de grande monumentalidade permitem que qualquer visitante identifique a presença dos romanos em Mértola e na Mina de São Domingos Apesar da concentração de vestígios na vila de Mértola (criptopórtico, Torre Couraça, casa romana e vias romanas), podem também encontrar-se vestígios de menor dimensão em todo o município.
Denominada Mírtilis Júlia (em latim: Myrtilis/Mirtylis Iulia) após a invasão romana da Península Ibérica, seguiu-se-lhe a ocupação pelos visigodos onde  Mertill e  Mertilliana   é sugerido. Após a invasão muçulmana da Península Ibérica, foi denominada Martulá (Mārtulah), tornando-se finalmente no nome atual após a Reconquista.
Constituía-se num importante porto fluvial, erguendo o seu castelo em posição dominante sobre aquele trecho do rio Guadiana. A sua importância era tal que, durante um curto período do século XI, foi capital de um pequeno emirado islâmico independente, a Taifa de Mértola.
Na época da Reconquista Cristã, só foi retomada no reinado de Sancho II de Portugal, por forças ao comando do comendador da Ordem de Santiago, Paio Peres Correia, em 1238.

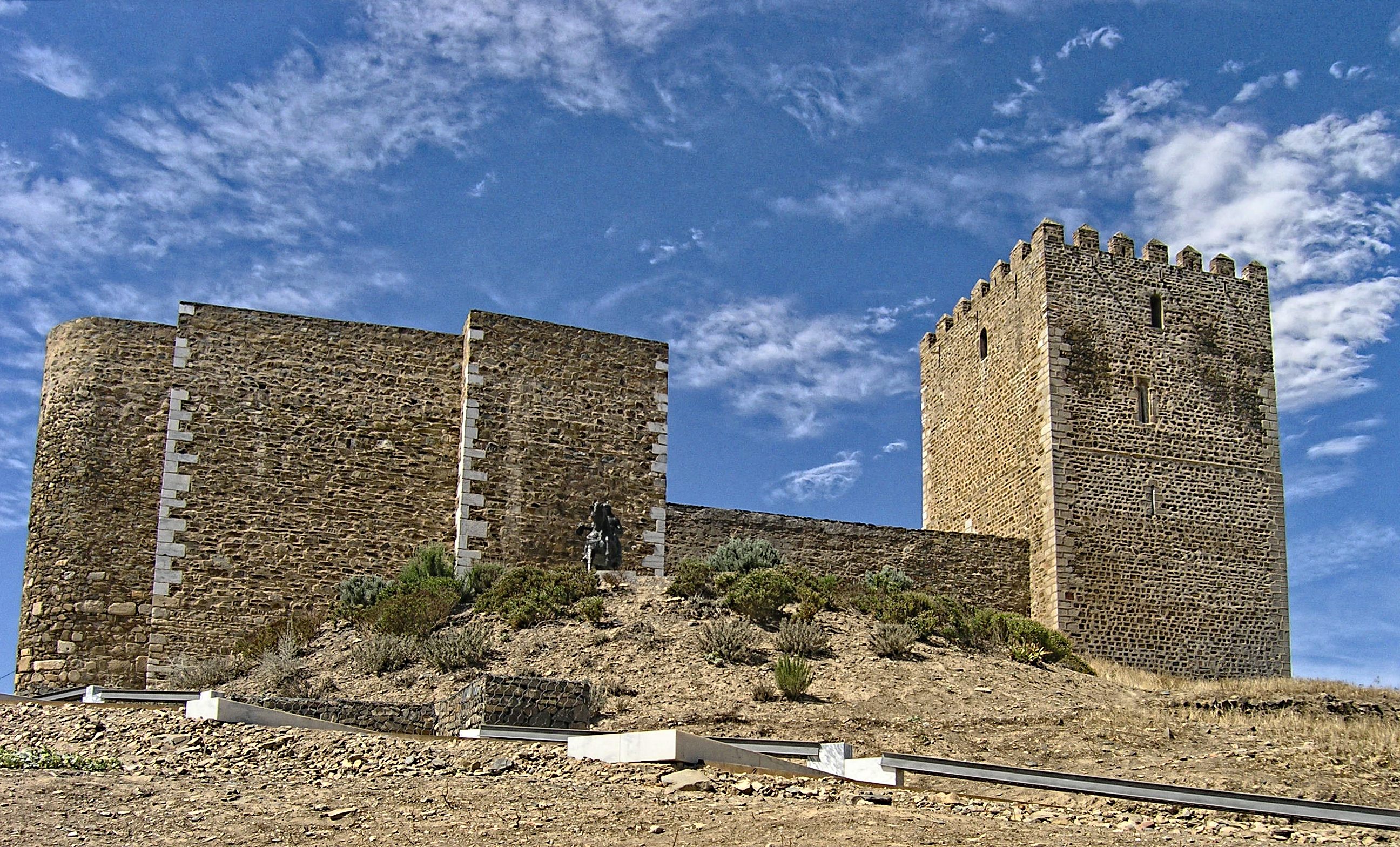
Castelo de Mértola (torre de menagem)

Na Torre de Menagem do castelo, encontra-se exposto um conjunto de materiais arquitetónicos, dos séculos VI a IX, que atestam a presença dos visigodos neste território, onde se destacam as colunas e pilastras recolhidas um pouco por todo o município.
Com a invasão dos povos do Norte de África, liderados pelo general Tárique em 711, Mértola ganha uma nova dinâmica, passando a ser o porto mais ocidental do Mediterrâneo. A excecional posição geográfica no último troço navegável do Guadiana será determinante para o crescimento e apogeu de Martulá. A cidade cresce e, sob o antigo Fórum Romano, é edificado um bairro almóada onde, depois de vinte anos de escavações, é possível identificar, com clareza, as habitações com os seus vários compartimentos, os tradicionais pátios centrais das casas árabes e as ruas. Tendo sido este o período de maior dinamismo, Mértola apresenta hoje, no Museu de Mértola, um núcleo de Arte Islâmica, o que de mais representativo se pode conhecer dessa época.
Em 713, Mértola é conquistada como parte de uma campanha de Muça ibne Noçáir, em conjunto com Medina Sidónia e Sevilha. Em 1044, Mértola é tomada pelos abássidas. Em 1238, foi reconquistada pelas forças cristãs.
No final do século XIX, com a descoberta do filão mineiro em S. Domingos, o município, em especial a margem esquerda do Guadiana, conhece uma nova época de prosperidade, caracterizada principalmente por um acentuado crescimento demográfico. Em finais da década de 50 e à medida que a exploração mineira diminuía a crise social e económica, esta instala-se nos que dependiam diretamente e indiretamente da mina. Em 1965, a mina encerra definitivamente e a depressão económica afeta centenas de famílias que, para assegurarem a sua sobrevivência, são obrigadas a ir para a zona da grande Lisboa e para o estrangeiro.
Em Setembro de 1960 deixou de circular o navio Mértola, que fazia carreiras de passageiros entre Mértola e Vila Real de Santo António. Em 1993 foram reiniciados os serviços fluviais neste percurso, embora com grandes dificuldades devido ao progressivo assoreamento do Rio Guadiana, uma vez que a empresa responsável pela exploração da Mina de São Domingos tinha deixado de fazer os trabalhos de dragagem desde que a exploração mineira terminou, em 1965.
Nos anos 80, a vila de Mértola começou, através da arqueologia, a descobrir e a conhecer melhor o seu passado e a transformar esse imenso património num fator de desenvolvimento económico e cultural. A fundação do Campo Arqueológico de Mértola por Cláudio Torres, em 1978, foi um momento importante nesta crescente valorização do passado Mertolense. 
Com tudo isto, Mértola foi nomeada Candidato ao Património Mundial da UNESCO em Portugal.

## Política

### Eleições autárquicas[13]
| Data | %            | V            | %     | V     | %       | V       | %              | V      | %              | V       | %    | V   | %              | V   | %              | V   | %       | V       | %  | V  | %  | V  | %   | V   | Participação |                |
| Data | FEPU/APU/CDU | FEPU/APU/CDU | PS    | PS    | CDS-PP  | CDS-PP  | AD             | AD     | PPD/PSD        | PPD/PSD | PPM  | PPM | PRD            | PRD | IND            | IND | PSD/CDS | PSD/CDS | NC | NC | CH | CH | RIR | RIR | Participação |                |
| ---- | ------------ | ------------ | ----- | ----- | ------- | ------- | -------------- | ------ | -------------- | ------- | ---- | --- | -------------- | --- | -------------- | --- | ------- | ------- | -- | -- | -- | -- | --- | --- | ------------ | -------------- |
| Data | 1976         | 56,27        | 4     | 26,60 | 1       | 9,09    | -              |        |                |         |      |     |                |     |                |     |         |         |    |    |    |    |     |     |              | 61,28 / 100,00 |
| 1979 | 67,10        | 4            | 15,88 | 1     | AD      | AD      | 14,50          | -      | AD             | AD      | AD   | AD  | 72,61 / 100,00 |     |                |     |         |         |    |    |    |    |     |     |              |                |
| 1982 | 61,45        | 4            | 24,52 | 1     |         |         |                |        |                |         |      |     | 70,56 / 100,00 |     |                |     |         |         |    |    |    |    |     |     |              |                |
| 1985 | 55,20        | 3            | 28,40 | 2     | 11,30   | -       | 62,58 / 100,00 |        |                |         |      |     |                |     |                |     |         |         |    |    |    |    |     |     |              |                |
| 1989 | 52,80        | 3            | 36,67 | 2     | 6,99    | -       |                |        | 63,28 / 100,00 |         |      |     |                |     |                |     |         |         |    |    |    |    |     |     |              |                |
| 1993 | 46,46        | 3            | 44,90 | 2     | 4,55    | -       | 67,98 / 100,00 |        |                |         |      |     |                |     |                |     |         |         |    |    |    |    |     |     |              |                |
| 1997 | 48,94        | 3            | 46,09 | 2     | 1,19    | -       | 1,03           | -      | 73,04 / 100,00 |         |      |     |                |     |                |     |         |         |    |    |    |    |     |     |              |                |
| 2001 | 46,41        | 2            | 47,35 | 3     | 0,77    | -       | 1,52           | -      | 73,63 / 100,00 |         |      |     |                |     |                |     |         |         |    |    |    |    |     |     |              |                |
| 2005 | 44,58        | 2            | 48,54 | 3     | AD      | AD      | 3,33           | -      | AD             | AD      | AD   | AD  | 74,76 / 100,00 |     |                |     |         |         |    |    |    |    |     |     |              |                |
| 2009 | 42,94        | 2            | 46,35 | 3     |         |         |                |        | 0,96           | -       |      |     | 6,47           | -   | 76,50 / 100,00 |     |         |         |    |    |    |    |     |     |              |                |
| 2013 | 43,20        | 2            | 47,82 | 3     | PPD/PSD | PPD/PSD | CDS-PP         | CDS-PP | 3,42           | -       | 1,06 | -   | 73,28 / 100,00 |     |                |     |         |         |    |    |    |    |     |     |              |                |
| 2017 | 38,65        | 2            | 53,65 | 3     |         |         | 3,47           | -      |                |         |      |     | 72,77 / 100,00 |     |                |     |         |         |    |    |    |    |     |     |              |                |
| 2021 | 26,53        | 1            | 57,61 | 4     |         |         | 2,42           | -      | 8,99           | -       | 1,20 | -   | NC             | NC  | 72,63 / 100,00 |     |         |         |    |    |    |    |     |     |              |                |

### Eleições legislativas
| Data | %     | %     | %     | %    | %     | %        | %     | %     | %    | %     | %    | %   | %       | % | %  | %  |
| Data | PCP   | PS    | PSD   | CDS  | UDP   | APU/ CDU | AD    | FRS   | PRD  | PSN   | BE   | PAN | PSD CDS | L | CH | IL |
| ---- | ----- | ----- | ----- | ---- | ----- | -------- | ----- | ----- | ---- | ----- | ---- | --- | ------- | - | -- | -- |
| 1976 | 47,63 | 27,53 | 6,22  | 5,16 | 2,15  |          |       |       |      |       |      |     |         |   |    |    |
| 1979 | APU   | 18,49 | AD    | AD   | 0,88  | 57,40    | 16,09 |       |      |       |      |     |         |   |    |    |
| 1980 | APU   | FRS   | AD    | AD   | 0,87  | 55,14    | 18,33 | 16,27 |      |       |      |     |         |   |    |    |
| 1983 | APU   | 23,32 | 7,94  | 3,55 | 0,44  | 57,21    |       |       |      |       |      |     |         |   |    |    |
| 1985 | APU   | 17,03 | 9,62  | 2,08 | 0,72  | 55,00    | 7,25  |       |      |       |      |     |         |   |    |    |
| 1987 | CDU   | 15,69 | 20,11 | 1,55 | 0,69  | 49,34    | 3,76  |       |      |       |      |     |         |   |    |    |
| 1991 | CDU   | 22,83 | 24,32 | 2,22 |       | 40,05    | 0,67  | 0,71  |      |       |      |     |         |   |    |    |
| 1995 | CDU   | 41,44 | 11,86 | 2,42 | 1,18  | 36,26    |       |       |      |       |      |     |         |   |    |    |
| 1999 | CDU   | 43,04 | 10,14 | 2,72 |       | 36,23    | 0,38  | 1,07  |      |       |      |     |         |   |    |    |
| 2002 | CDU   | 42,06 | 14,47 | 2,17 | 32,53 |          | 1,32  |       |      |       |      |     |         |   |    |    |
| 2005 | CDU   | 47,52 | 7,47  | 2,17 | 32,36 | 3,99     |       |       |      |       |      |     |         |   |    |    |
| 2009 | CDU   | 37,63 | 8,75  | 3,92 | 35,67 | 6,83     |       |       |      |       |      |     |         |   |    |    |
| 2011 | CDU   | 32,58 | 17,06 | 5,01 | 30,76 | 3,87     | 0,61  |       |      |       |      |     |         |   |    |    |
| 2015 | CDU   | 37,75 | CDS   | PSD  | 29,59 | 6,47     | 0,76  | 15,76 | 0,33 |       |      |     |         |   |    |    |
| 2019 | CDU   | 46,50 | 9,05  | 1,11 | 27,08 | 6,97     | 1,05  |       | 0,48 | 0,60  | 0,27 |     |         |   |    |    |
| 2022 | CDU   | 47,11 | 13,29 | 0,53 | 23,39 | 2,69     | 0,50  | 0,77  | 6,53 | 1,03  |      |     |         |   |    |    |
| 2024 | CDU   | 36,20 | AD    | AD   | 21,00 | 13,91    | 4,14  | 1,10  | 1,21 | 15,29 | 1,30 |     |         |   |    |    |

## Evolução da População do Município
No censo de 1864, o lugar de Via Glória surge como freguesia autónoma. Por decreto de 19/05/1877, o município de Mértola passou a integrar a freguesia de São Pedro de Solis, que até aí fazia parte do município de Almodôvar.
 ★ Número de habitantes que tinham a residência oficial neste município à data em que os censos se realizaram.
| Número de habitantes por Grupo Etário ★★ | Número de habitantes por Grupo Etário ★★ | Número de habitantes por Grupo Etário ★★ | Número de habitantes por Grupo Etário ★★ | Número de habitantes por Grupo Etário ★★ | Número de habitantes por Grupo Etário ★★ | Número de habitantes por Grupo Etário ★★ | Número de habitantes por Grupo Etário ★★ | Número de habitantes por Grupo Etário ★★ | Número de habitantes por Grupo Etário ★★ | Número de habitantes por Grupo Etário ★★ | Número de habitantes por Grupo Etário ★★ | Número de habitantes por Grupo Etário ★★ | Número de habitantes por Grupo Etário ★★ |
| ---------------------------------------- | ---------------------------------------- | ---------------------------------------- | ---------------------------------------- | ---------------------------------------- | ---------------------------------------- | ---------------------------------------- | ---------------------------------------- | ---------------------------------------- | ---------------------------------------- | ---------------------------------------- | ---------------------------------------- | ---------------------------------------- | ---------------------------------------- |
|                                          | 1900                                     | 1911                                     | 1920                                     | 1930                                     | 1940                                     | 1950                                     | 1960                                     | 1970                                     | 1981                                     | 1991                                     | 2001                                     | 2011                                     | 2021                                     |
| 0-14 Anos                                | 5 998                                    | 7 490                                    | 7 185                                    | 8 386                                    | 9 503                                    | 8 572                                    | 7 262                                    | 3 130                                    | 2 244                                    | 1 497                                    | 1 005                                    | 665                                      | 546                                      |
| 15-24 Anos                               | 3 674                                    | 4 233                                    | 3 662                                    | 5 139                                    | 5 211                                    | 5 254                                    | 4 120                                    | 1 825                                    | 1 552                                    | 1 254                                    | 949                                      | 647                                      | 438                                      |
| 25-64 Anos                               | 8 082                                    | 9 541                                    | 8 587                                    | 10 815                                   | 12 575                                   | 13 014                                   | 12 553                                   | 7 275                                    | 5 291                                    | 4 423                                    | 3 938                                    | 3 449                                    | 2 938                                    |
| = ou > 65 Anos                           | 792                                      | 990                                      | 983                                      | 1 133                                    | 1 500                                    | 1 987                                    | 2 091                                    | 2 155                                    | 2 606                                    | 2 631                                    | 2 820                                    | 2 513                                    | 2 284                                    |

★★ De 1900 a 1950 os dados referem-se à população presente no município na data em que os censos se realizaram. Daí que se registem algumas diferenças relativamente à designada população residente.

## Figuras ilustres
- Abu Alcacim Amade ibne Huceine ibne Cassi
- D. António Sebastião Valente, arcebispo de Goa e patriarca das Índias
- Frei António Rosado
- Pedro Mascarenhas, 6° vice-rei da Índia
- Raposo Tavares
- Aureliano de Mira Fernandes
- José Sebastião e Silva

## Património edificado
- Castelo de Mértola
- Igreja Matriz de Mértola
- Ponte de Mértola (Torre do Rio)
- Campo Arqueológico de Mértola

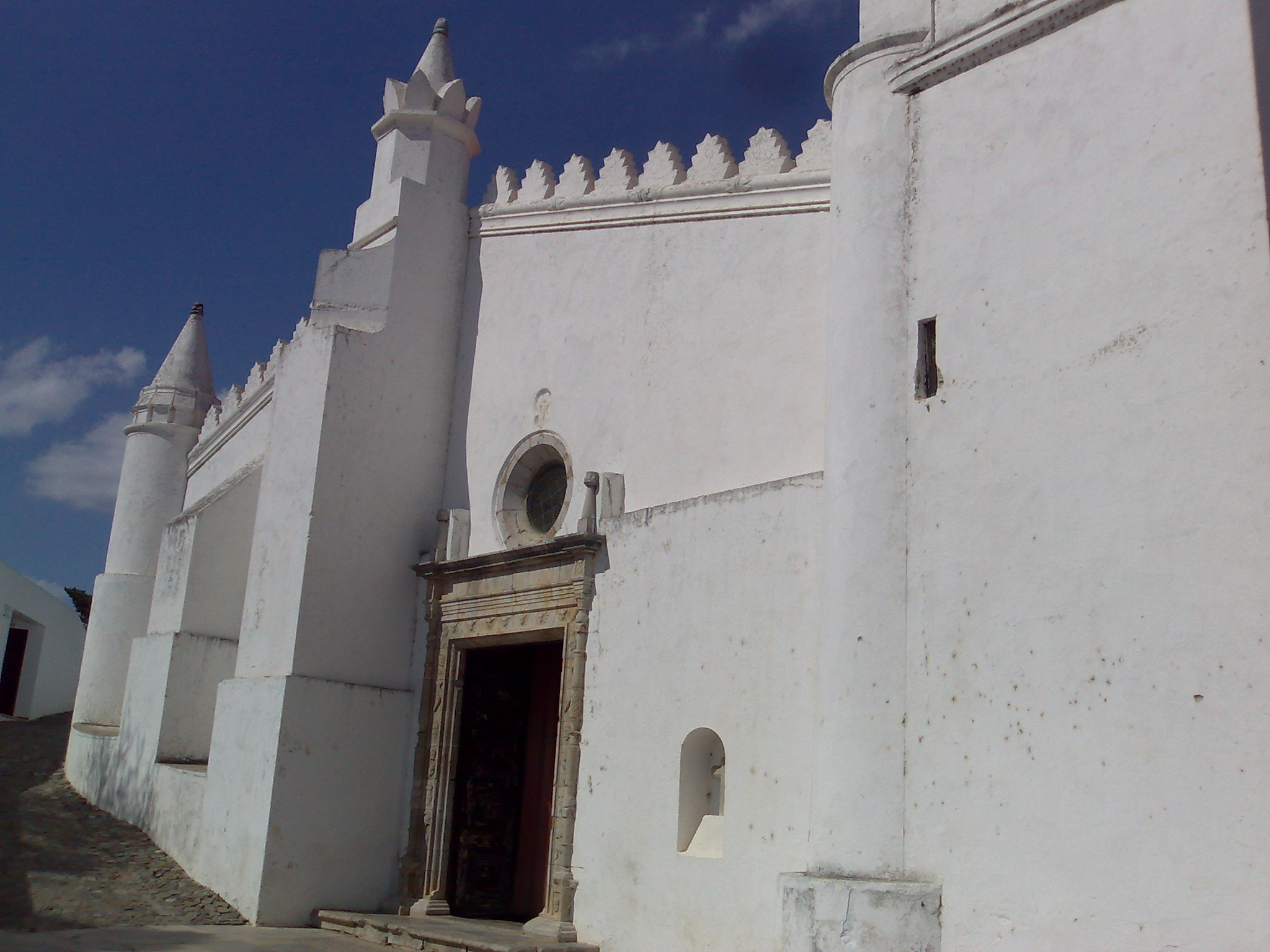
Igreja de Nossa Senhora da Anunciação (Igreja Matriz)

- Museu Municipal de Mértola — Núcleo islâmico
- Casa Romana
- Casa do Mineiro — Centro de Documentação

## Cultura
- Festival Islâmico de Mértola: Celebrando a conexão cultural islâmica entre o Islão e Mértola. Ocorre a cada dois anos.[16]
- Ecomuseu do Guadiana.
- Museu de Mértola - Cláudio Torres: Criado pela Câmara Municipal de Mértola em 2004, é composto por vários núcleos dispersos geograficamente, na sua maioria localizados no Centro Histórico de Mértola.
- Cineteatro de Mértola

Tem como função estudar, inventariar, tratar, conservar e divulgar todo o espólio que, ao longo dos últimos 30 anos, foi sendo descoberto nas inúmeras intervenções patrimoniais e arqueológicas.
O património é, assim, um dos vetores fundamentais para o desenvolvimento do município de Mértola.

## Espaços naturais[18]
- Serra da Alcaria
- Parque Natural do Vale do Guadiana
- Tapada da Mina
- Pulo do Lobo

## Heráldica
|  | Brasão: Escudo negro, um cavaleiro de armadura, cerco e manto, com espada alçada na mão direita e no braço esquerdo um escudo carregado de uma cruz de Santiago, a vermelho, montado num cavalo empinado, tudo de prata, o cavalo selado e enfreado a negro realçado a ouro. No cantão direito do chefe, dois martelos de prata, postos em pala e alinhados em faixa. Coroa mural de prata de quatro torres. Listel branco com legenda a negro: "VILA DE MÉRTOLA". |
|  | Bandeira: Esquartelada de branco e vermelho. Cordão e borlas de prata e vermelho. Haste e lança de ouro. |

## Galeria

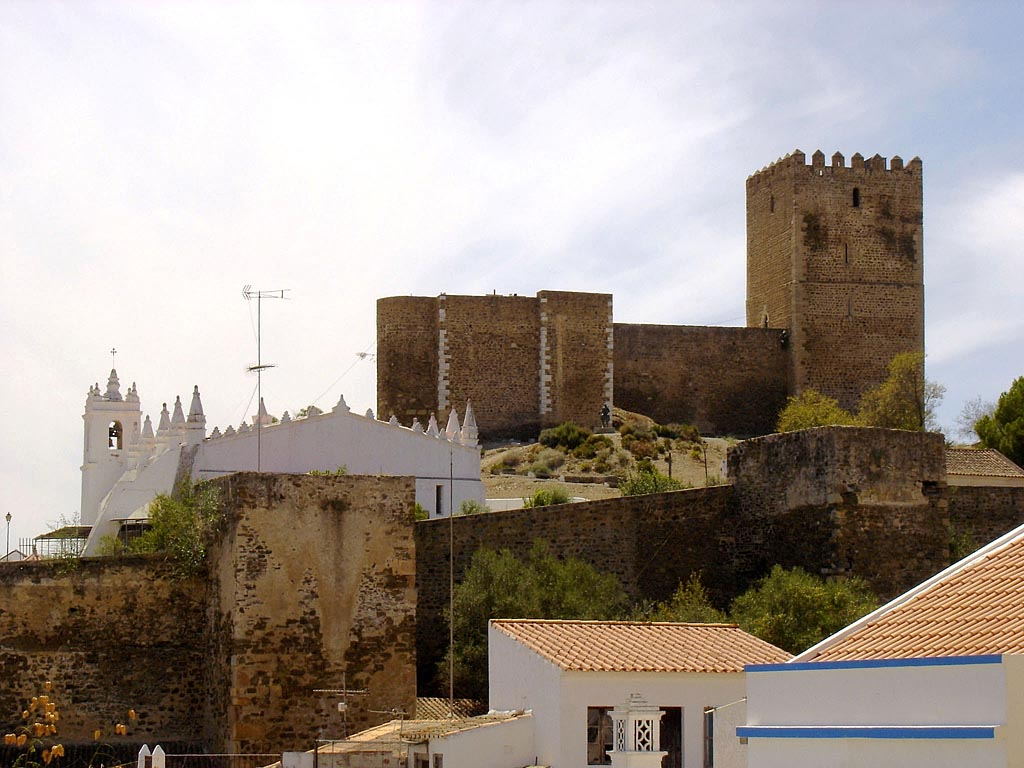
Castelo de Mértola
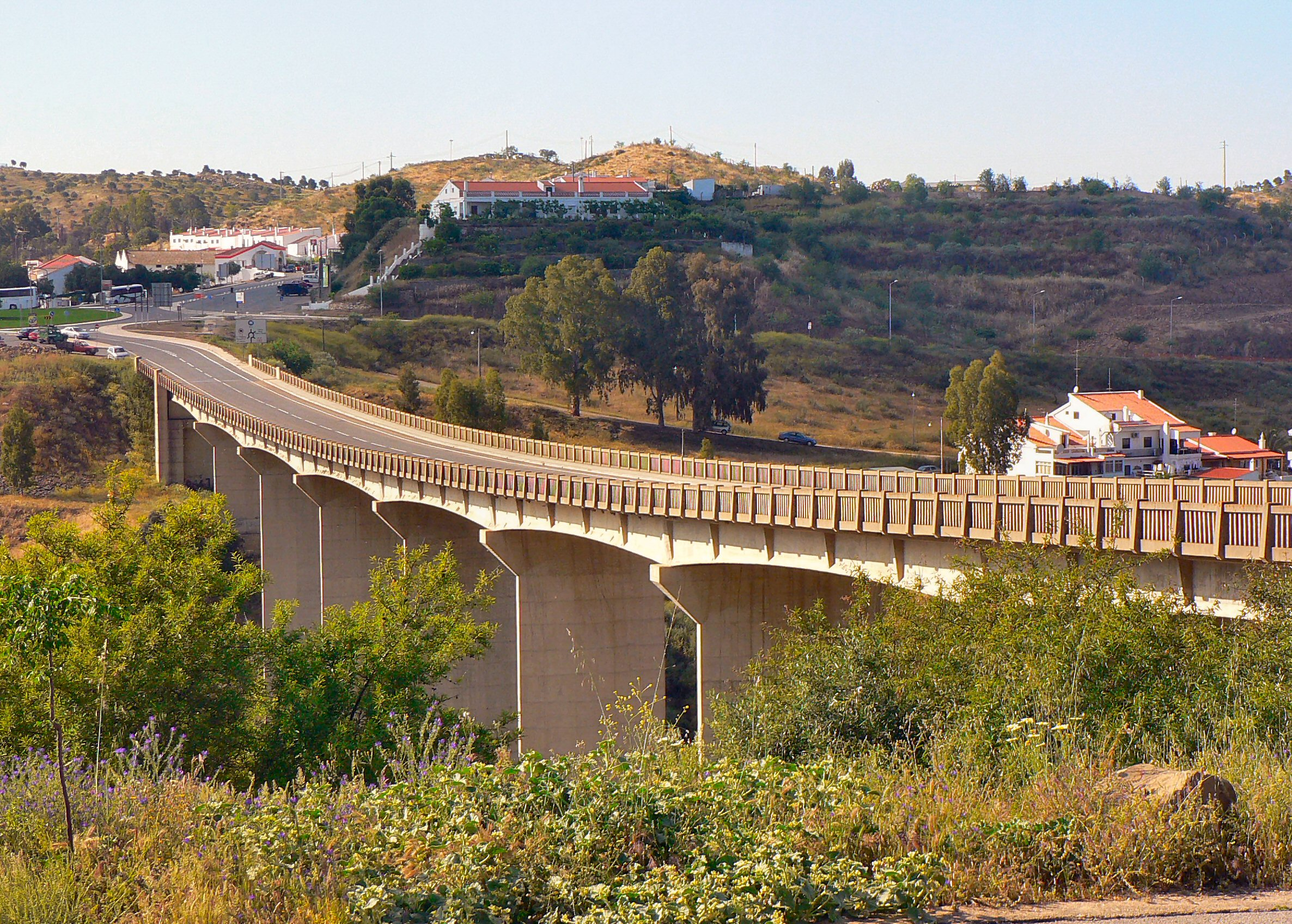
Ponte sobre o Guadiana
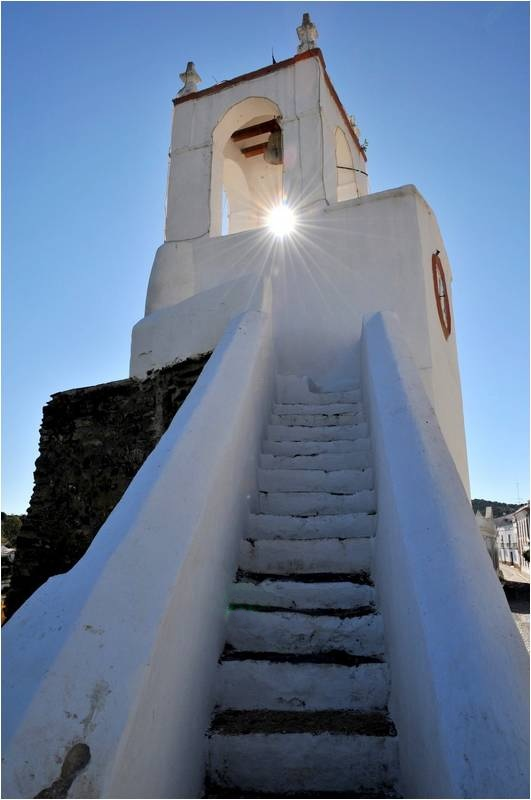
Torre do Relógio
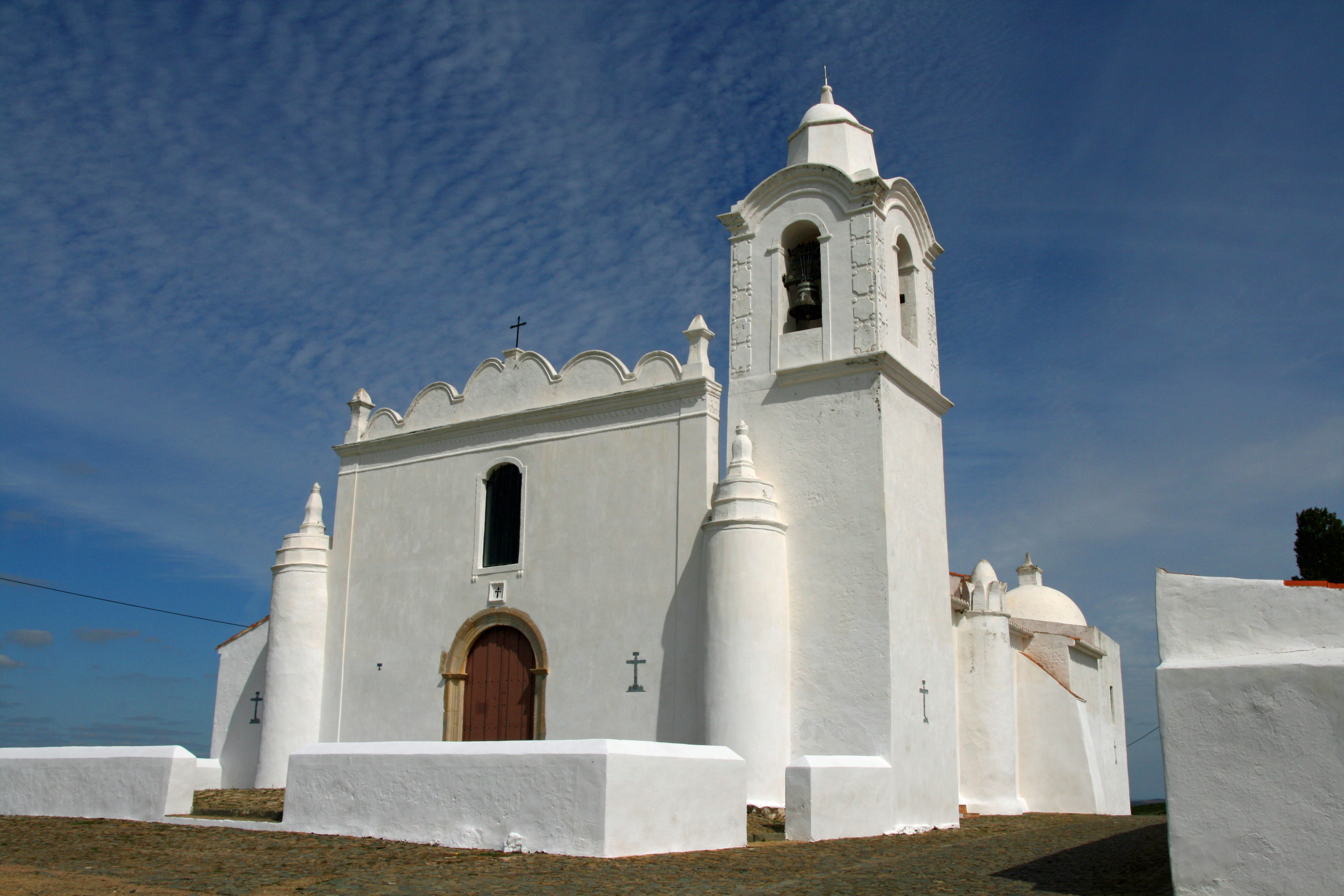
Igreja do Espírito Santo, na freguesia homónima
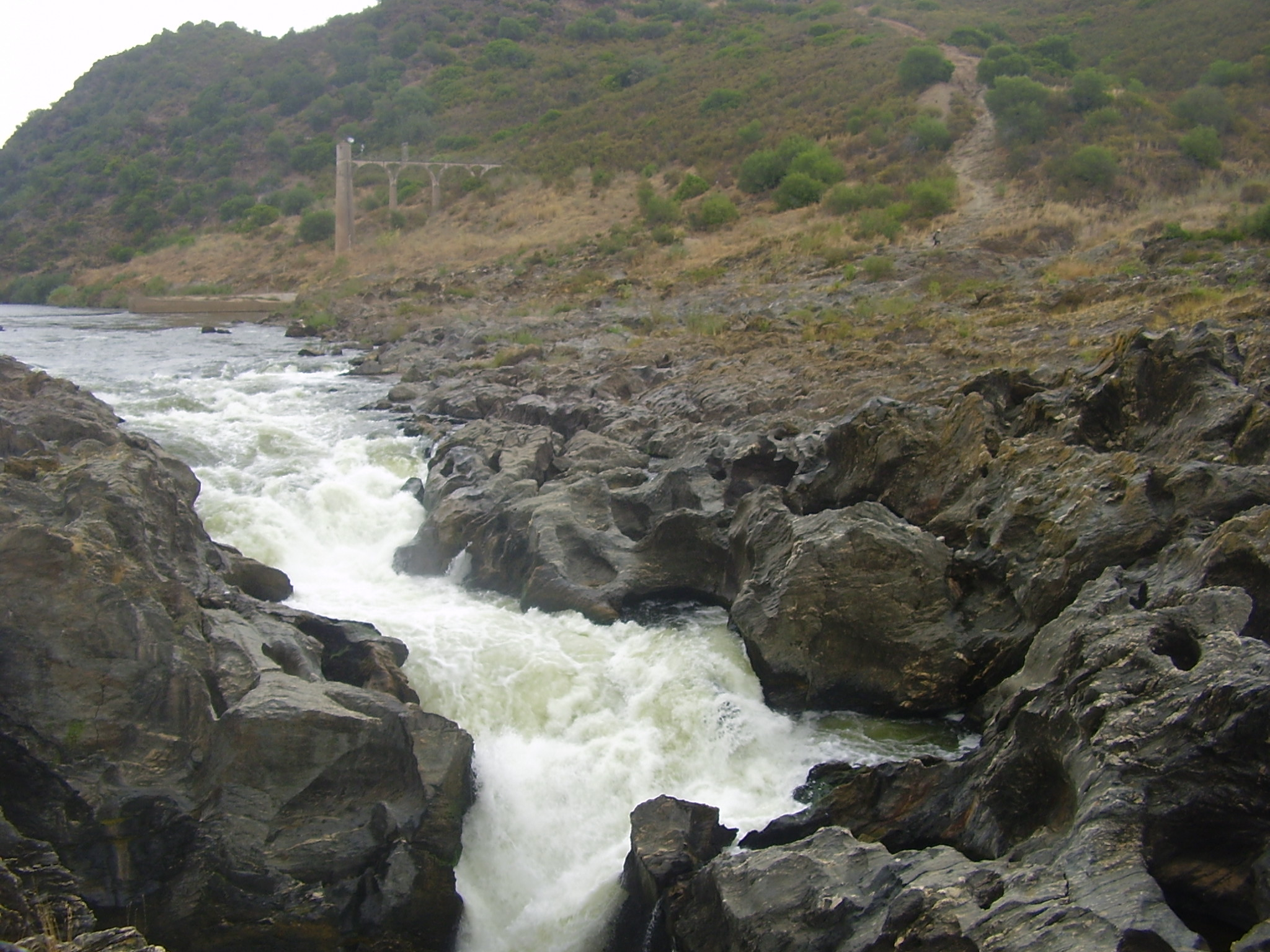
Cascata do Pulo do Lobo
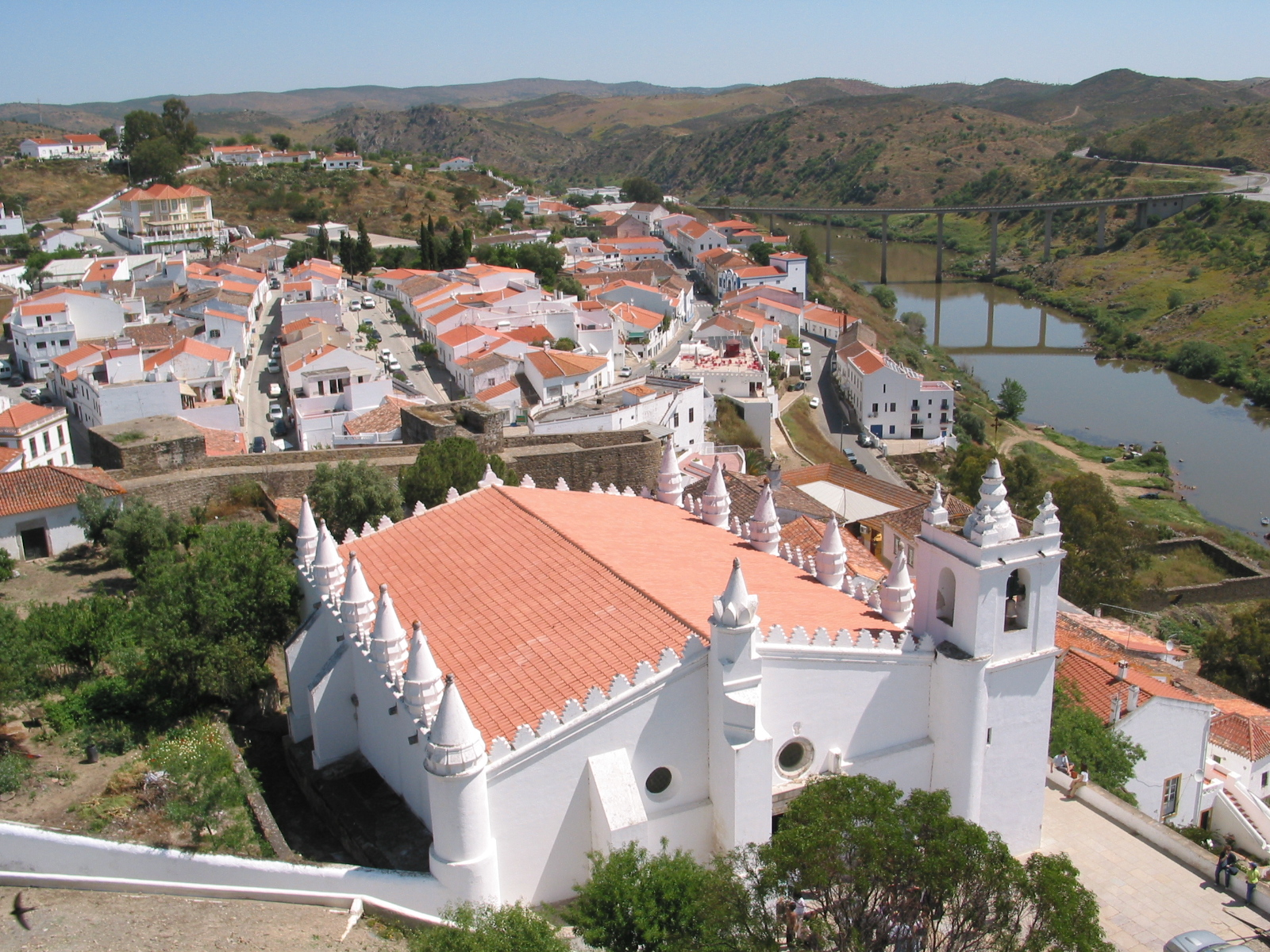
Vista geral de Mértola com a Igreja Matriz em primeiro plano